# Tomáš Koudela (Schriftsteller)
Tomáš Koudela (* 6. August 1967 in Karviná) ist ein tschechischer Schriftsteller und Dichter, der manchmal  das Pseudonym Jan Vrak benutzt. Er studierte an der Palacký-Universität Olmütz und Universität Ostrava. 1991 war er Mitbegründer des Buchverlages Votobia.

## Werke
- B. O. E. W. U. L. F., 1990 – Gedichte
- Ostrava, 1990 – Gedichte
- Obyčejné věci, 1998 – Roman
- Osm hlav, 2000 – Erzählungen (mit Antonín Mareš)
- Pan Kamarád, 2001
- Potom, 2003 – Fabeln und Erzählungen (mit Antonín Mareš)
- Dokonalost nože, 2004